# (505977) 2015 FY344
(505977) 2015 FY344, identifié à 2004 CH1 et 2010 UK7, est un astéroïde de la ceinture principale aréocroiseur dont le diamètre est estimé à 1,2 kilomètre.

## Risques d'impact
Lors de la découverte, en mars 2015, de l'objet 2015 FY344, son identité avec 2004 CH1 et 2010 UK7 n'était pas encore connue — d'où l'utilisation d'une nouvelle désignation. En se basant sur les 7 observations couvrant 4,95 jours entre le 22 et le 27 mars, ce nouvel astéroïde avait une probabilité d'impact avec la Terre estimée à 1 sur 5 milliards le 15 octobre 2020 et à 1 sur 3 milliards le 15 octobre 2063. Cependant, une fois l'identification faite, on a aujourd'hui 98 observations couvrant 11,2 ans (soit plus de trois orbites complètes de l'astéroïde), lesquelles excluent toute possibilité d'impact entre cet objet et la planète Terre. En effet, la distance minimale d'intersection orbitale de ce couple d'objets atteint 95 millions de kilomètres.